# Tochal

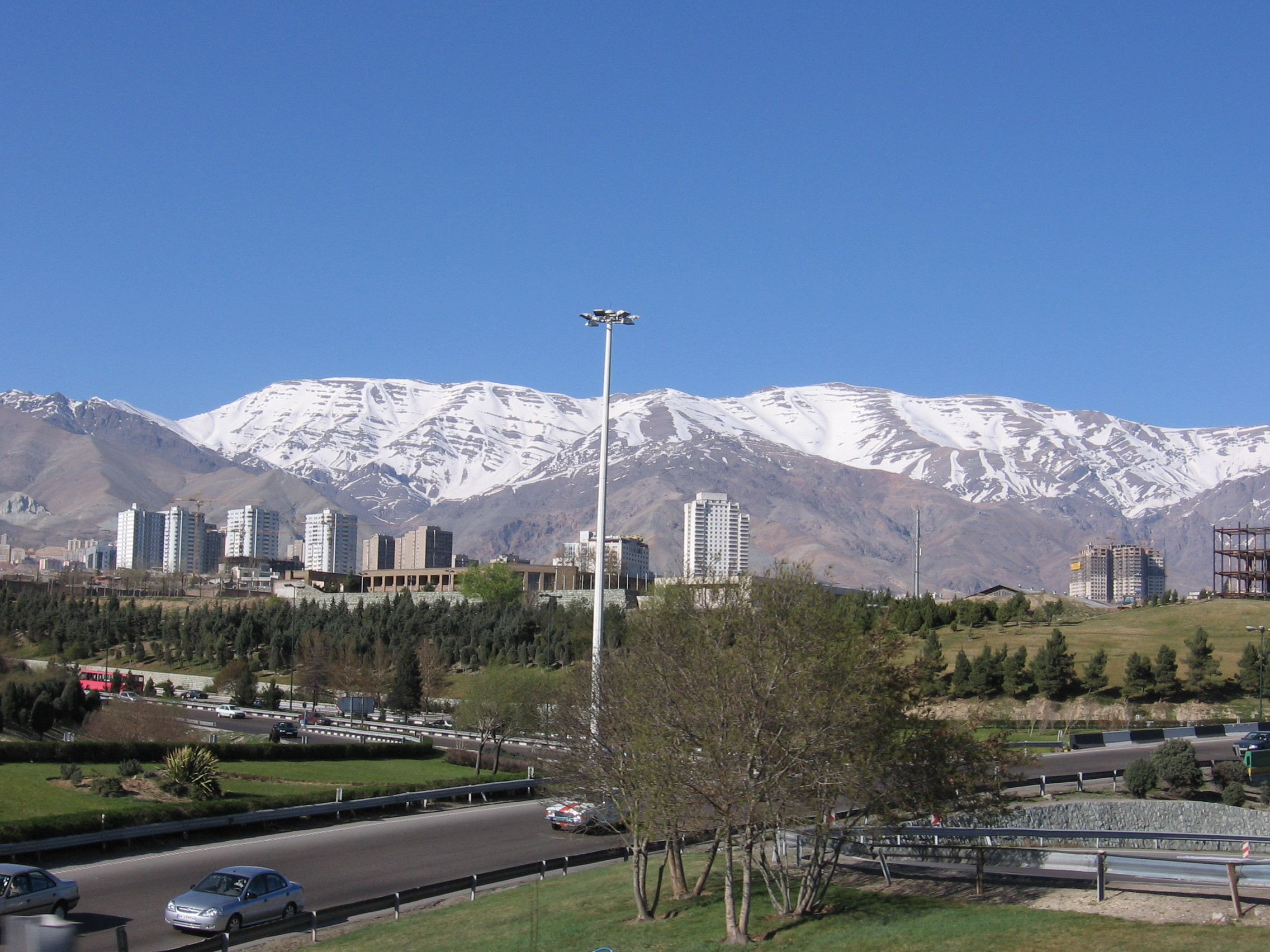
Le Tochal vu depuis l'autoroute Hemmat, dans le nord de Téhéran.

Le Tochal (en persan : توچال, Tochāl) est une montagne du massif de l'Elbourz, située immédiatement au nord de Téhéran. Elle a une ligne de crête d'environ 12 km et elle culmine à 3 942 m. Cette montagne abrite une station de ski également appelée Tochal.
Une télécabine en 3 tronçons relie le nord de Téhéran (à 5 km du terminus nord, Tajrish, de la ligne de métro no 1) à cette station de ski. La gare aval (station 1) est à 1 900 m, la 1re gare intermédiaire (station 2) est à 2 400 m, la 2e gare intermédiaire (station 5) est à 2 900 m et la gare amont (station 7) à 3 740 m. Le nom des stations correspond à des numéros de haltes sur le sentier piétonnier qui monte plus ou moins sous la télécabine (et au-delà, en une demi-heure jusqu'au sommet de la montagne à 3 942 m), mais il n'y a pas 7 gares ou 6 tronçons mais bien 4 gares ou 3 tronçons.
La télécabine est en face sud et, à part le 3e tronçon au gros de l'hiver, n'est pas skiable. En revanche de la station 7, on peut descendre sur le versant opposé (nord) ; on y trouve 2 télésièges de respectivement 270 et 160 m de dénivellation qui eux sont skiables 6 mois de l'année. Il y a aussi un téléski de 140 m de dénivellation mais il est rarement ouvert, et un autre de 50 mètres de dénivellation qui en 2017 n'était pas terminé (il y a juste les pylônes). Ce versant nord s'échelonne entre 3 575 et 3 850 m.
Il existe encore au niveau de la station 1 un circuit de luge d'été ainsi qu'un télésiège de 250 m de dénivellation (non skiable).
Ce massif est un lieu prisé par les résidents de Téhéran de par sa facilité d'accès et pour les possibilités de loisirs qu'il offre. Jusqu'en 1993, les hommes et les femmes skiaient sur des pistes séparées. 
Plusieurs sommets sont accessibles depuis la ligne de crête du Tochal ; d'ouest en est :
- Lavarak (3 560 m) ;
- Bazarak (3 753 m) ;
- Palang-chal (3 520 m) ;
- Sar-Bazarak (3 640 m) ;
- Shah-Neshin (3 875 m) ;
- Spilit (3 120 m) ;
- West Lezon (3 585 m) ;
- East Lezon or Piaz-chal (3 540 m) ;
- Kolak-chal (3 350 m) ;
- Siah-band (3 320 m).